# Pardosa kalpiensis
Pardosa kalpiensis är en spindelart som beskrevs av Gajbe 2004. Pardosa kalpiensis ingår i släktet Pardosa och familjen vargspindlar. Inga underarter finns listade i Catalogue of Life.